# Coral Gables, Florida
Coral Gables, chính thức là thành phố Coral Gables, là một thành phố nằm ở hạt Miami-Dade, Florida, Hoa Kỳ, nằm ở phía tây nam của  trung tâm thành phố Miami. Theo ước tính của Cục điều tra dân số Hoa Kỳ năm 2013, thành phố có dân số 49.631 người. Coral Gables là nơi có Đại học Miami.

## Lịch sử
Coral Gables là một trong những thành phố được hoạch định đầu tiên, và tạo tiền đề cho sự phát triển của mô hình cộng đồng cư dân khép kín. Vùng này nổi tiếng cho các quy định phân vùng nghiêm ngặt của nó. Thành phố được phát triển bởi George Merrick trong thời kỳ bùng nổ đất Florida vào những năm 1920. Kiến trúc của thành phố gần như hoàn toàn theo phong cách Phục hưng Địa Trung Hải, được ràng buộc theo kế hoạch ban đầu, bao gồm cả Nhà thờ Congregational Coral Gables, được Merrick tặng. Nhà thờ Công giáo mái vòm Little Flower  được xây dựng sau này,  tương tự theo phong cách Phục hưng Tây Ban Nha. Đến năm 1926, thành phố đã bao phủ 10.000 mẫu Anh (4.000 ha) và đã thu về 150 triệu đô la doanh thu, với hơn 100 triệu đô la chi cho việc phát triển.

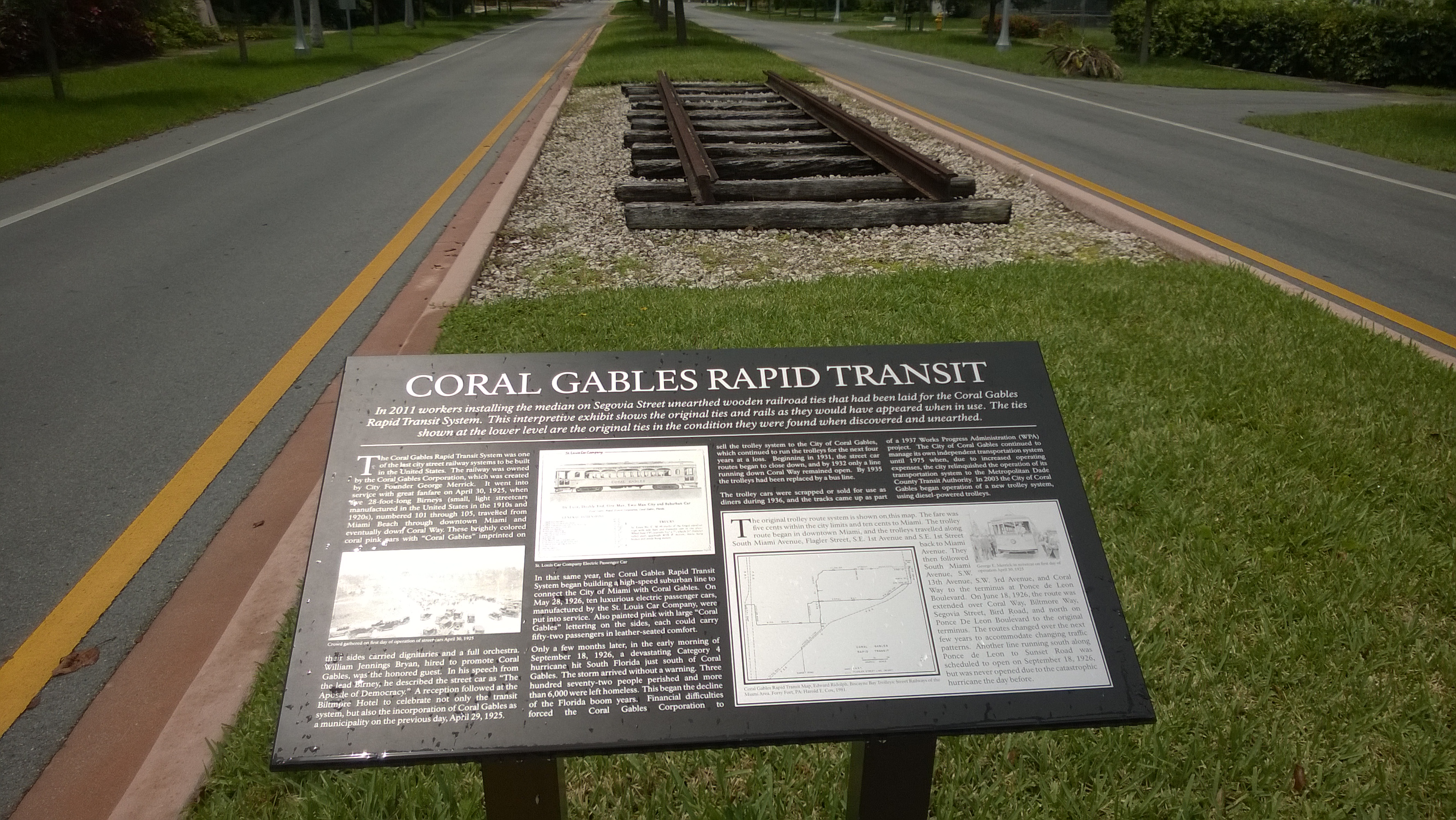
Một phần của lịch sử Coral Gables Rapid Transit theo dõi trên Segovia Avenue.

Merrick tỉ mỉ thiết kế các khu thương mại trung tâm thành phố mà chỉ  rộng bốn khối và dài hơn hai dặm (3 km). Đường chính chia đôi khu kinh doanh. Merrick có thể tự hào rằng mọi doanh nghiệp ở Coral Gables đều chưa đến hai bước đi bộ. Thành phố từng có một hệ thống xe đẩy điện, được thay thế bởi sự phổ biến của những chiếc xe hiện đại.
Trong năm 1925, xấp xỉ cùng lúc đến việc thành lập của Coral Gables, thành phố được chọn làm quê hương của Đại học Miami, được xây dựng năm đó trên 240 mẫu Anh (97 ha) đất ở phía tây của Đại Lộ Mỹ số 1, khoảng hai dặm về phía nam trung tâm thành phố Coral Gables.
 Trong Thế chiến II, nhiều phi công và thợ cơ khí của Hải quân được huấn luyện và đóng quân ở Coral Gables.

## Địa lý
Coral Gables nằm ở 25 ° 43′42 ″ N 80 ° 16′16 ″ W. Nó giáp ở phía tây với Red Road (Đại lộ số 57 phía Tây) và phía bắc của Sunset Drive (đường số 72 phía nam) giáp với Đại lộ số 49 phía Tây và giáp với  Đường Old Cutler về phía nam của Sunset Drive. Nó giáp với phía bắc của Tamiami Trail / Hoa Kỳ. Tuyến đường 41 (Đường số 8 phía Nam), ngoại trừ một đoạn nhỏ trải dài phía bắc đường số 8 giữa Đại lộ Ponce de Leon và Đường Douglas (Đại lộ số 37 phía tây). Về phía đông, nó giáp với Douglas Road (Đại lộ số 37 phía Tây) về phía bắc của Đường số 26 phía Nam.
Theo Cục Thống Kê Dân số Hoa Kỳ, thành phố có tổng diện tích là 37,2 dặm vuông (96 km2). 13,1 dặm vuông (34 km2) của nó là đất và 24,0 dặm vuông (62 km2) của nó (64,64%) là nước.

## Dân cư
Tính đến năm 2010, đã có 20.266 hộ gia đình, trong đó có 11,4% số hộ bị bỏ trống. Năm 2000, có 24,45% trẻ em dưới 18 tuổi sống chung với gia đình. Trong Coral Gables, 61,11% là hộ gia đình, 17,3%  là phụ nữ đơn thân, và 38,89% là không phải là gia đình. Quy mô hộ trung bình là 2,36 và trung bình có 1,68 họ có xe.
Năm 2000, dân số thành phố có 17,4% dưới 18 tuổi, 14,58% từ 18 đến 24, 25,02% từ 25 đến 44, 27,01% từ 45 đến 64 và 16% từ 65 tuổi trở lên. Độ tuổi trung bình là 39,44 năm. Dân số bao gồm 51,31% nữ và 48,69% nam giới.Trong năm 2015, số liệu thu nhập ước tính cho thành phố như sau: thu nhập hộ gia đình trung bình, $ 93,934; thu nhập hộ gia đình cao, $ 150,808; thu nhập bình quân đầu người, $ 57,195. Khoảng 7,6% dân số được ước tính sống dưới mức nghèo khổ.
Tính đến năm 2000, tiếng Tây Ban Nha được nói bởi 51,06% cư dân, trong khi tiếng Anh là ngôn ngữ duy nhất được nói  chiếm 43,83%. Các ngôn ngữ khác được nói bởi cư dân như người Pháp 1,09%, Bồ Đào Nha 0,80%, Ý 0,72% và người nói tiếng Đức chiếm 0,53% dân số. Tính đến năm 2000, Coral Gables có tỷ lệ cư dân Cuba là 28,72% dân số. Ở đây cũng có tỷ lệ phần trăm dân số Colombia đứng thứ 64 ở Hoa Kỳ, chiếm 2,27% dân số thành phố, và tỷ lệ phần trăm dân số Venezuela cao nhất thứ 16 ở Hoa Kỳ, chiếm 1,17% dân số.

## Du lịch

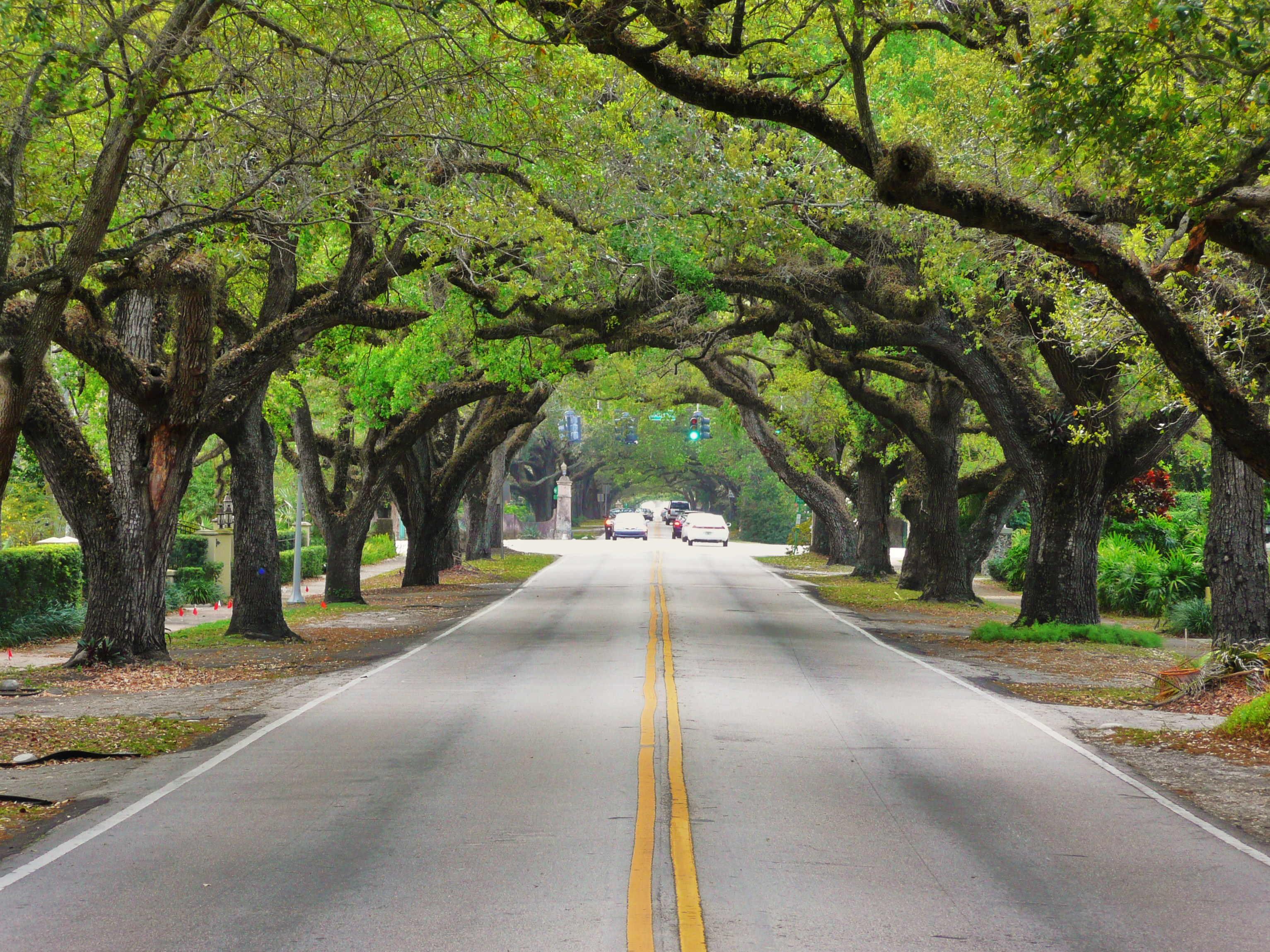
Coral Way, một trong nhiều con đường tuyệt đẹp xuyên qua sông Gables

Coral Gables là một điểm đến thân thiện với người đi bộ. Nằm bốn dặm từ sân bay quốc tế Miami, thành phố xinh đẹp này có khoảng 140 tiệm ăn uống và nhiều quán bán lẻ quốc tế. Trong số các địa danh ở Coral Gables có Hồ bơi Venetian, Lối vào Douglas và khách sạn Miami Biltmore là các điểm nổi bật.